# Skander Mansúri
Skander Mansúri (francouzsky Skander Mansouri, * 23. července 1995 Tunis) je tuniský profesionální tenista. Na challengerech ATP a okruhu ITF získal sedmnáct titulů ve dvouhře a třicet devět ve čtyřhře.
Na žebříčku ATP byl ve dvouhře nejvýše klasifikován v prosinci 2022 na 238. místě a ve čtyřhře v lednu 2025 na 54. místě. Trénuje ho Bentaous Farid.
V tuniském daviscupovém týmu debutoval v roce 2015 základním blokem 3. skupiny africké zóny v Harare proti Alžírsku a Namibii i navazujícím zápasem o postup s Beninem. Ve skupině vyhrál všechny dvouhry i čtyřhry, do nichž nastoupil a přispěl k postupu Tunisanů bez ztráty jediného bodu do 2. skupiny africké zóny. Do června 2025 v soutěži nastoupil k sedmnácti mezistátním utkáním s bilancí 6–4 ve dvouhře a 11–2 ve čtyřhře.

## Tenisová kariéra
Na okruhu ATP Tour debutoval srpnovou čtyřhrou Winston-Salem Open 2015, do níž s Němcem Christianem Seraphimem obdrželi divokou kartu, když od roku 2014 studoval na Wake Forest University v severokarolínském Winston-Salemu. Časnou porážku jim přivodil druhý pár startující na divokou kartu, Christian Harrison a Ryan Harrison. Úvodní kola pak ve Winston-Salemu nepřešli ani v letech 2016 a 2017, respektive Mansúri po boku Američana Matthewa Thomsona ani v roce 2022. První zápas na okruhu tak vyhrál v páté deblové soutěži, na Dallas Open 2024 poté, co s Ekvádorcem Gonzalem Escobarem porazili brazilsko-švédskou dvojici Marcelo Demoliner a André Göransson.
V sezóně 2024 se na túře ATP začal pravidelně účastnit deblových soutěží. Od French Open 2024 prožil premiéru na všech čtyřech grandslamech, když – vždy s jiným spoluhráčem – postoupil do druhého kola Wimbledonu 2024, US Open 2024 i Australian Open 2025. První semifinále si zahrál na antukovém Generali Open Kitzbühel 2024, v něm s Mexičanem Santiagem Gonzálezem nestačili na Němce z konce první světové padesátky, Constantina Frantzena a Hendrika Jebense. Až při pátém startu ve Winstonu-Salemu dokázal přejít první kolo. V ročníku 2024 tak s Kolumbijcem Nicolásem Barrientosem vyřadili nejvýše nasazené členy druhé desítky žebříčku, Neala Skupského s Michaelem Venusem, než jejich cestou soutěží ukončili Jamie Murray s Johnem Peersem.
Kariérní maximum vylepšil na říjnovém Almaty Open 2024, kde jej s Barrientosem nezastavili turnajové jedničky Nathaniel Lammons s Jacksonem Withrowem ani čtyřky Guido Andreozzi se Sriramem Baladžim. V souboji o titul však podlehli Indům Rithviku Čoudarymu Bollípallimu a Ardžunovi Kadhemu. V závěrečném supertiebreaku přitom ztratili náskok míčů 9–6 a neproměnili pět mečbolů. Druhé finálové účasti dosáhl na listopadovém Belgrade Open 2024, který odehrál s Chorvatem Ivan Dodig. V závěrečném utkání nenašli recept na Jamieho Murrayho s Johnem Peersem, když ztratili supertiebreak opět nejtěsnějším dvoubodovým rozdílem.

## Finále na okruhu ATP Tour

### Čtyřhra: 2 (0–2)
| Legenda                   |
| ------------------------- |
| Grand Slam (0)            |
| Turnaj mistrů (0)         |
| ATP Tour Masters 1000 (0) |
| ATP Tour 500 (0)          |
| ATP Tour 250 (0–2)        |

| Stav      | č. | datum         | turnaj             | kategorie | povrch    | spoluhráč          | soupeři ve finále                       | výsledek               |
| --------- | -- | ------------- | ------------------ | --------- | --------- | ------------------ | --------------------------------------- | ---------------------- |
| Finalista | 1. | říjen 2024    | Almaty, Kazachstán | ATP 250   | tvrdý (h) | Nicolás Barrientos | Rithvik Čoudary Bollípalli Ardžun Kadhe | 6–3, 6–7(3–7), [12–14] |
| Finalista | 2. | listopad 2024 | Bělehrad, Srbsko   | ATP 250   | tvrdý (h) | Ivan Dodig         | Jamie Murray John Peers                 | 6–3, 6–7(5–7), [9–11]  |

## Tituly na challengerech ATP a okruhu ITF
| Legenda                  |
| ------------------------ |
| D – dvouhra; Č – čtyřhra |
| Challengery (0 D; 8 Č)   |
| ITF (17 D; 31 Č)         |

### Dvouhra (17 titulů)
| Č.  | datum         | turnaj                           | okruh             | povrch | poražený finalista     | výsledek           |
| --- | ------------- | -------------------------------- | ----------------- | ------ | ---------------------- | ------------------ |
| 1.  | prosinec 2018 | Yaoundé, Kamerun                 | Futures           | tvrdý  | Evan Furness           | 3–6, 6–3, 6–4      |
| 2.  | leden 2019    | Monastir, Tunisko                | World Tennis Tour | tvrdý  | Riccardo Balzerani     | 7–5, 6–3           |
| 3.  | leden 2019    | Monastir, Tunisko                | World Tennis Tour | tvrdý  | Gilbert Klier Júnior   | 7–5, 6–1           |
| 4.  | únor 2019     | Monastir, Tunisko                | World Tennis Tour | tvrdý  | Christopher Heyman     | 6–4, 4–1skreč      |
| 5.  | září 2019     | Oliveira de Azeméis, Portugalsko | World Tennis Tour | tvrdý  | Eduardo Struvay        | 6–2, 6–1           |
| 6.  | prosinec 2019 | Monastir, Tunisko                | World Tennis Tour | tvrdý  | Ergi Kırkın            | 6–2, 6–0           |
| 7.  | listopad 2020 | Monastir, Tunisko                | World Tennis Tour | tvrdý  | Thiago Agustín Tirante | 4–6, 6–3, 7–6(7–5) |
| 8.  | prosinec 2020 | Monastir, Tunisko                | World Tennis Tour | tvrdý  | Kaiči Učida            | 6–4, 7–6(7–3)      |
| 9.  | řijen 2021    | Monastir, Tunisko                | World Tennis Tour | tvrdý  | Moerani Bouzige        | 6–2, 6–4           |
| 10. | leden 2022    | Monastir, Tunisko                | World Tennis Tour | tvrdý  | Renta Tokuda           | 6–1, 7–6(8–6)      |
| 11. | leden 2022    | Monastir, Tunisko                | World Tennis Tour | tvrdý  | Giovanni Oradini       | 6–4, 6–4           |
| 12. | březen 2022   | Monastir, Tunisko                | World Tennis Tour | tvrdý  | Arnaud Bovy            | 7–5, 4–6, 6–0      |
| 13. | květen 2022   | Monastir, Tunisko                | World Tennis Tour | tvrdý  | Li Tu                  | 6–4, 6–2           |
| 14. | září 2022     | Monastir, Tunisko                | World Tennis Tour | tvrdý  | Eliakim Coulibaly      | 6–3, 6–4           |
| 15. | listopad 2022 | Monastir, Tunisko                | World Tennis Tour | tvrdý  | Omni Kumar             | 6–3, 6–4           |
| 16. | květen 2023   | Monastir, Tunisko                | World Tennis Tour | tvrdý  | Omni Kumar             | 6–3, 6–4           |
| 17. | květen 2023   | Monastir, Tunisko                | World Tennis Tour | tvrdý  | Yassine Dlimi          | 6–4, 6–3           |

### Čtyřhra (39 titulů)
| Č.  | datum         | turnaj                             | okruh             | povrch    | spoluhráč            | poražení finalisté                               | výsledek                   |
| --- | ------------- | ---------------------------------- | ----------------- | --------- | -------------------- | ------------------------------------------------ | -------------------------- |
| 1.  | řijen 2013    | Šarm aš-Šajch, Egypt               | Futures           | antuka    | Cristian Rodríguez   | Tuna Altuna Ivan Nedelko                         | 6–3, 6–1                   |
| 2.  | prosinec 2013 | Dauhá, Katar                       | Futures           | tvrdý     | Evan Hoyt            | Nikoloz Basilašvili Jahor Jacjuk                 | 6–4, 7–6(7–2)              |
| 3.  | červenec 2016 | Nador, Maroko                      | Futures           | antuka    | Azíz Dougaz          | Alejandro García Sáez Daniel Monedero-González   | 6–3, 6–4                   |
| 4.  | červen 2017   | Hammámet, Tunisko                  | Futures           | antuka    | Azíz Dougaz          | Moez Echargui Gonçalo Oliveira                   | 7–6(7–4), 6–1              |
| 5.  | červen 2017   | Hammámet, Tunisko                  | Futures           | antuka    | Azíz Dougaz          | Théo Fournerie Louis Tessa                       | 6–2, 6–4                   |
| 6.  | září 2018     | Monastir, Tunisko                  | Futures           | tvrdý     | Ivan Ljutarevič      | Altuğ Çelikbilek Florent Diep                    | 6–3, 6–1                   |
| 7.  | řijen 2018    | Monastir, Tunisko                  | Futures           | tvrdý     | Alexis Klégou        | Petr Archipov Bogdan Bobrov                      | 6–4, 6–0                   |
| 8.  | řijen 2018    | Monastir, Tunisko                  | Futures           | tvrdý     | Alexis Klégou        | Rémy Bertola Yannik Steinegger                   | 6–2, 6–1                   |
| 9.  | prosinec 2018 | Yaoundé, Kamerun                   | Futures           | tvrdý     | Azíz Dougaz          | Sadio Doumbia Diego Matos                        | 6–4, 6–7(5–7), [10–8]      |
| 10. | prosinec 2018 | Yaoundé, Kamerun                   | Futures           | tvrdý     | Azíz Dougaz          | Sadio Doumbia Diego Matos                        | 6–4, 6–2                   |
| 11. | únor 2019     | Monastir, Tunisko                  | World Tennis Tour | tvrdý     | Evan Hoyt            | Diego Hidalgo Gilbert Klier Júnior               | 7–6(7–1), 6–4              |
| 12. | únor 2019     | Monastir, Tunisko                  | World Tennis Tour | tvrdý     | Diego Hidalgo        | Dan Added Yanais Laurent                         | 7–5, 6–0                   |
| 13. | březen 2019   | Jokohama, Japonsko                 | Challenger        | tvrdý     | Moez Echargui        | Max Purcell Luke Saville                         | 7–6(8–6), 6–7(3–7), [10–7] |
| 14. | září 2019     | La Marsa, Tunisko                  | World Tennis Tour | antuka    | Azíz Dougaz          | Moez Echargui Thomas Setodji                     | 6–2, 4–6, [10–8]           |
| 15. | řijen 2019    | Lagos, Nigérie                     | World Tennis Tour | tvrdý     | Azíz Dougaz          | Benjamin Lock Courtney John Lock                 | 7–6(7–4), 6–3              |
| 16. | řijen 2019    | Monastir, Tunisko                  | World Tennis Tour | tvrdý     | Petros Chrysochos    | Gabriel Petit Hugo Pontico                       | 7–5, 6–2                   |
| 17. | prosinec 2019 | Monastir, Tunisko                  | World Tennis Tour | tvrdý     | Florian Lakat        | Jan Bondarevskij Anis Ghorbel                    | 7–6(8–6), 6–4              |
| 18. | prosinec 2019 | Monastir, Tunisko                  | World Tennis Tour | tvrdý     | Geoffrey Blancaneaux | Baptiste Crepatte Gabriel Petit                  | 6–0, 7–6(7–1)              |
| 19. | řijen 2020    | Monastir, Tunisko                  | World Tennis Tour | tvrdý     | Azíz Dougaz          | Mats Rosenkranz Tom Schönenberg                  | 4–6, 7–6(7–1), [10–5]      |
| 20. | řijen 2020    | Monastir, Tunisko                  | World Tennis Tour | tvrdý     | Azíz Dougaz          | Mirko Martinez Kristjan Tamm                     | 6–3, 7–5                   |
| 21. | únor 2021     | Monastir, Tunisko                  | World Tennis Tour | tvrdý     | Alexander Erler      | Naoki Nakagawa Rjota Tanuma                      | 6–0, 7–5                   |
| 22. | únor 2021     | Monastir, Tunisko                  | World Tennis Tour | tvrdý     | Alexander Erler      | Lilian Marmousez Giovanni Mpetshi Perricard      | 6–2, 5–7, [11–9]           |
| 23. | řijen 2021    | Quinta do Lago, Portugalsko        | World Tennis Tour | tvrdý     | Evan Hoyt            | Alberto Barroso Campos Roberto Ortega-Olmedo     | 4–6, 6–3, [10–5]           |
| 24. | leden 2022    | Monastir, Tunisko                  | World Tennis Tour | tvrdý     | Marko Topo           | Florent Bax Robin Bertrand                       | 6–4, 7–5                   |
| 25. | květen 2022   | Monastir, Tunisko                  | World Tennis Tour | tvrdý     | Akira Santillan      | Kao Sin Li Če                                    | 6–3, 6–0                   |
| 26. | červen 2022   | Monastir, Tunisko                  | World Tennis Tour | tvrdý     | Luke Johnson         | Martin Breysach Arthur Bouquier                  | 7–6(7–3), 6–3              |
| 27. | červen 2022   | Monastir, Tunisko                  | World Tennis Tour | tvrdý     | Aziz Ouakaa          | Tche Ž'-ke-le Čang Ce                            | 7–6(7–1), 6–2              |
| 28. | červenec 2022 | Bakio, Španělsko                   | World Tennis Tour | antuka    | Luke Johnson         | Aaron Cohen Àlex Martínez                        | 1–6, 6–2, [10–5]           |
| 29. | červenec 2022 | Monastir, Tunisko                  | World Tennis Tour | tvrdý     | Aziz Ouakaa          | Ken Cavrak Chase Ferguson                        | 7–6(7–3), 6–3              |
| 30. | duben 2023    | Cuernavaca, Mexiko                 | Challenger        | tvrdý     | Michail Pervolarakis | Benjamin Lock Rubin Statham                      | 6–4, 6–4                   |
| 31. | květen 2023   | Monastir, Tunisko                  | World Tennis Tour | tvrdý     | Jakob Schnaitter     | Kokoro Isomura Jamato Sueoka                     | 6–2, 6–0                   |
| 32. | červenec 2023 | Chicago, Spojené státy             | Challenger        | tvrdý     | Mikelis Libietis     | Čong Jun-song Andrew Harris                      | 7–6(7–5), 6–3              |
| 33. | srpen 2023    | Idanha-a-Nova, Portugalsko         | World Tennis Tour | tvrdý     | Dan Added            | Alberto Barroso Campos David Poljak              | 7–5, 6–4                   |
| 34. | září 2023     | Istanbul, Turecko                  | Challenger        | tvrdý     | Luke Johnson         | Sander Arends Ajsám Kúreší                       | 7–6(7–3), 6–3              |
| 35. | září 2023     | Charleston, Spojené státy          | Challenger        | tvrdý     | Luke Johnson         | Nicholas Bybel Oliver Crawford                   | 6–4, 6–4                   |
| 36. | řijen 2023    | Tiburon, Spojené státy             | Challenger        | tvrdý     | Luke Johnson         | William Blumberg Luis David Martínez             | 6–2, 6–3                   |
| 37. | řijen 2023    | Monastir, Tunisko                  | World Tennis Tour | tvrdý     | Aziz Ouakaa          | Alberto Barroso Campos Alexandr Lobanov          | 7–6(7–5), 6–1              |
| 38. | leden 2024    | Nonthaburi, Thajsko                | Challenger        | tvrdý     | Luke Johnson         | Rithvik Čoudary Bollípalli Niki Kalijanda Púnača | 7–5, 6–4                   |
| 39. | leden 2024    | Ottignies-Louvain-la-Neuve, Belgie | Challenger        | tvrdý (h) | Luke Johnson         | Sander Arends Sem Verbeek                        | 7–5, 6–3                   |